# Albert Gleizes
Albert Gleizes (pronúncia francesa: [albɛʁ ɡlɛz]; Paris, 8 de Dezembro de 1881 – Saint-Rémy-de-Provence, 23 de Junho de 1953) foi um pintor, teórico de arte e filósofo francês.
Gleizes foi um dos primeiros nomes importantes do cubismo e uma influência importante na Escola de Paris. Gleizes e Jean Metzinger escreveram o primeiro grande tratado sobre cubismo, Du "Cubisme" (1912). Gleizes foi um membro fundador do grupo    artístico Section d'Or. Foi também membro do grupo Der Sturm, e os seus inúmeros escritos teóricos foram inicialmente mais apreciados na Alemanha, onde sobretudo exerceram influência na Bauhaus.
Gleizes passou quatro anos cruciais em Nova Iorque e desempenhou um papel importante na consciencialização dos Estados Unidos sobre a arte moderna. Foi membro da Sociedade de Artistas Independentes, fundador da Associação Ernest-Renan e fundador e participante do Grupo da Abadia. Gleizes expôs regularmente na Galerie de l'Effort Moderne de Léonce Rosenberg, em Paris; foi também fundador, organizador e diretor da Abstraction-Création. De meados da década de 1920 até o final da década de 1930, grande parte dos seus esforços foram dedicados à teoria artístics, por exemplo, A Pintura e as Suas Leis (1923), Vers une conscience plastic: La Forme et l'histoire (1932) e Homocentrisme (1937).